# Gilbert Scodeller
Gilbert Scodeller (Saint-Laurent-Blangy, 10 de junho de 1931 - Arrás, 13 de abril de 1989) foi um ciclista francês que foi profissional entre 1951 e 1961. Durante sua corrida profissional conseguiu 22 vitórias, sendo a mais destacada a Paris-Tours  de 1954.

## Palmarés
- 1952
  - 1.º na Paris-Valenciennes
- 1953
  - 1.º em Berlim
  - 1.º em Saint-Omer
  - Vencedor de uma etapa do Tour de manche-a
- 1954
  - 1.º na Paris-Tours
  - 1.º na Paris-Valenciennes
  - 1.º em Boussois
  - 1.º no Circuito de Pévèle
  - 1.º na Fère
  - Vencedor de uma etapa do Tour de Champagne
- 1955
  - 1.º em Ferrière-a-Grande
  - 1.º em Jeumont
  - 1.º em Plonéour-Lavern
  - 1.º em Arrás
- 1956
  - 1.º no Tour de Pircardía
  - 1.º em Ferrière-a-Grande
- 1958
  - 1.º no Tour do Oeste
- 1959
  - 1.º no Circuito de Aquitaine
  - 1.º em Saint-Omer
- 1960
  - 1.º no Circuito de Vienne
  - Vencedor de uma etapa do Tour de Champagne
- 1961
  - 1.º em Antibes

### Resultados ao Tour de France
- 1954. Abandona (3.ª etapa)
- 1955. Abandona (16.ª etapa)
- 1956. Abandona (20.ª etapa)

### Resultados ao Giro de Itália
- 1958. 75.º da classificação geral